# トーア・イニカ
トーア・イニカ / Toa Inikaは玩具メーカー・レゴ社が作るストーリーライン・バイオニクルに登場する架空のヒーロー達であるトーアのチーム名。

## トーア・イニカ / Toa Inika

### メンバー
ジャラー / Jaller
- カノイ：不可能を可能にする、運命のグレートカノイ「カリス」

炎のトーア。タ・コロの防衛部隊「タ・コロガード」隊長であり、ワカマの右腕。
性格はサッパリとした典型的なハンサムタイプで、タフーほどではないが熱血漢。ヌーヴァ達を援助するために仲間を集めた張本人であり、チームのリーダー。
溶岩のエネルギーを宿した剣「フレイムソード」が武器。
ハーリ / Hahli
- カノイ：探索のグレートカノイ「エルダ」

水のトーア。
冷静沈着でもあり、物事を冷静に判断し行動するため、仲間から信頼されている。また、滅多な事では怒らないが、怒ると相当怖い。
ジャラーの恋人で、彼と恋人同士になってからは内気な性格も直って明るい性格になっている。ジャラーとの恋仲をマトロにからかわれても、その事を隠そうともしないほどジャラーの事が好き。
水のエネルギーを宿した銛「ハイドロハープーン」が武器。
マトロ / Matoro
- カノイ：幽体離脱のグレートカノイ「イデン」

氷のトーア。
クールな性格をしているが、他の氷のトーアと比べると社交的な方。そのためジャラーとは固い友情が芽生えている。
自分がトーアであるとあまり自覚しておらず、自分は戦士では無く翻訳者だと感じている。だが、彼こそが命のマスクを「呪いを受けずに」触ることができる運命の者だった。
氷のエネルギーを宿した剣「アイスソード」が武器。
ヌパル / Nuparu
- カノイ：飛行のグレートカノイ「カディン」

大地のトーア。
少々オタク気味な性格。天才的かつユニークな発明家であり、頭の回転は異常に早い。
パーソナルツールの「レーザードリル」や、両腕の鉤爪を駆使した接近戦を得意とする。
ハウキー / Hewkii
- カノイ：正確に物体を操作する、精度のグレートカノイ「サノク」

岩石のトーア。「伝説のコーリプレイヤー」としてマタ・ヌイでスターだった。
ガ・コロのマックーと恋人関係にある、ジャラーの親友。
武器の斧「レーザーアックス」には、ロッククライム用のチェーンが装備されている。また、コーリによって鍛えられた脚力から放たれるキックは恐るべき威力を持つ。しかし彼は泳ぐ事ができないため、水中は大の苦手である。
彼はトーアになったばかりの頃、自分の体の色が茶色から黄色とメタリックグレーになった事に気づいたが、他の誰もその事を話題にしなかった事にガッカリしていた。
コング / Kongu
- カノイ：テレパシーのグレートカノイ「シュレツ」

大気のトーア。レ・コロの戦闘部隊「グッコ・フォース」隊長でもある。
射撃能力の高さで右に出る者は居ないと言われており、グッコバードのディスクシューターの操作、サモラランチャーの扱い、武器の「レーザークロスボウ」を使用した時の命中率などが裏付ける。なお飛行のマスクを持つヌパルーを羨ましく思っている。

### 玩具としての概要
トーア・イニカはいままでにあったギアギミックがなく、純粋なアクションフィギュアとしての傾向が強くなっている。イニカの時のマスクはゴム製になっており、黄緑と白の顔パーツに装着する形となっている。プラスチック製ではなかったためか、ユーザーの中には不満感を示す者も多い（トーア・マーリでは元のプラスチック製マスクになった）。ボトルに付属している武器には蛍光ギミックがあり、ボタンを押すことで光る。またもう1つの武器として、サモラボールというアイテムが各トーアに4つずつ付属している。

## トーア・マーリ / Toa Mahri
マーリ・ヌイに移動したジャラー達が、イグニカの効果で変化した姿。全員が水中での活動に特化した姿に変化しており、固有武器以外の共通の武器としてコルダックブラスターを所持している。

### メンバー
ジャラー / Jaller
- カノイ：ソナーのグレートカノイ「アーサーン」

ハーリ / Hahli　
- カノイ：コピーのグレートカノイ「ファクソン」

マトロ / Matoro
- カノイ：蘇生のグレートカノイ「トライナ」

その後、自ら使命を果たす（マタ・ヌイの命を救う）為にイグニカを被り、自らを生命エネルギーに変えてマタ・ヌイに与え、死亡する。
ヌパル / Nuparu
- カノイ：ステルスのグレートカノイ「ヴォリタック」

ハウキー / Hewkii
- カノイ：重力操作のグレートカノイ「ガライ」

コング / Kongu
- カノイ：通信のグレートカノイ「ザース」

### 玩具としての概要
マスクはプラスチック製に戻っている。イニカと同様ギアギミックはなく、アクションフィギュアとしての傾向が強い。